# Patrik Mercado
Patrik Kleiver Mercado Altamirano (Tena, 31 luglio 2003) è un calciatore ecuadoriano, centrocampista dell'Independiente del Valle.

## Carriera

### Club
Mercado è cresciuto nel settore giovanile dell'Independiente del Valle dove ha debuttato il 30 maggio 2022 nell'incontro di Primera Categoría Serie A pareggiato 1-1 contro il Nueve de Octubre. Ha segnato il suo primo gol un anno più tardi, il 20 maggio 2023, sempre in campionato ma contro il Deportivo Cuenca.

### Nazionale
Nel gennaio del 2023 è stato incluso nella lista dei convocati della nazionale Under-20 per il campionato sudamericano di calcio Under-20 2023 organizzato in Colombia.

## Statistiche

### Presenze e reti nei club
Statistiche aggiornate al 26 aprile 2024.
| Stagione        | Squadra                 | Campionato      | Campionato | Campionato | Coppe nazionali | Coppe nazionali | Coppe nazionali | Coppe continentali | Coppe continentali | Coppe continentali | Altre coppe | Altre coppe | Altre coppe | Totale | Totale |
| Stagione        | Squadra                 | Comp            | Pres       | Reti       | Comp            | Pres            | Reti            | Comp               | Pres               | Reti               | Comp        | Pres        | Reti        | Pres   | Reti   |
| --------------- | ----------------------- | --------------- | ---------- | ---------- | --------------- | --------------- | --------------- | ------------------ | ------------------ | ------------------ | ----------- | ----------- | ----------- | ------ | ------ |
| 2021            | Indep. Juniors          | B               | 8          | 2          |                 | -               | -               |                    | -                  | -                  |             | -           | -           | 8      | 2      |
| 2022            | Indep. Juniors          | B               | 10         | 0          |                 | -               | -               |                    | -                  | -                  |             | -           | -           | 10     | 0      |
| 2022            | Independiente del Valle | A               | 4          | 0          | CE              | 1               | 0               | CS                 | 1                  | 0                  |             | -           | -           | 6      | 0      |
| 2023            | Independiente del Valle | A               | 23         | 2          |                 | -               | -               | CL                 | 6                  | 0                  | SE+RS       | 0+1         | 0           | 30     | 2      |
| 2024            | Independiente del Valle | A               | 6          | 0          |                 | -               | -               | CL                 | 3                  | 0                  |             | -           | -           | 9      | 0      |
| Totale carriera | Totale carriera         | Totale carriera | 51         | 4          |                 | 1               | 0               |                    | 10                 | 0                  |             | 1           | 0           | 63     | 4      |

## Palmarès

### Club

#### Competizioni nazionali
- Copa Ecuador: 1

Independiente del Valle: 2022
- Supercopa Ecuador: 1

Independiente del Valle: 2023

#### Competizioni internazionali
- Coppa Sudamericana: 1

Independiente del Valle: 2022
- Recopa Sudamericana: 1

Independiente del Valle: 2023